# پوپینتسی (صربستان)
پوپینتسی (به صربی: Popinci) یک منطقهٔ مسکونی در صربستان است که در Pećinci municipality واقع شده‌است. پوپینتسی ۱٬۳۶۰ نفر جمعیت دارد.